# Дубровка (Бабаевский район)
Дубровка — деревня в Бабаевском районе Вологодской области. Административный центр Дубровского сельского поселения.
С точки зрения административно-территориального деления — центр Дубровского сельсовета.
Расстояние по автодороге до районного центра Бабаево составляет 37 км. Ближайшие населённые пункты — Заборье, Загривье, Лукьяново, Папино.
Население по данным переписи 2002 года — 168 человек (74 мужчины, 94 женщины). Всё население — русские.